# Wyczółki (Łosice)
Pour les articles homonymes, voir Wyczółki.
Wyczółki (prononciation : [vɨˈt͡ʂuu̯ki]) est un village polonais de la gmina d'Olszanka dans le powiat de Łosice de la voïvodie de Mazovie dans le centre-est de la Pologne.
Il se situe à environ 5 kilomètres au nord-est de Olszanka (siège de la gmina), 4 kilomètres au sud de Łosice (siège du powiat) et à 117 km à l'est de Varsovie (capitale de la Pologne).

## Histoire
De 1975 à 1998, le village appartenait administrativement à la voïvodie de Biała Podlaska.